# سسک درختی هندی
سسک درختی هندی (Iduna rama) یک سسک جهان قدیم از خانواده سسک درختی است. در گذشته به عنوان یک زیرگونه از سسک درختی کوچک در نظر گرفته می‌شد، اما اکنون به عنوان یک گونه کامل در نظر گرفته می‌شود. محدوده زادآوری آن از شمال شرق عربستان تا ترکستان، غرب چین و افغانستان است. مانند سسک درختی کوچک، بسیاری از جمعیت‌های این گونه در زمستان به شبه قاره هند تا جنوب سریلانکا مهاجرت می‌کنند.

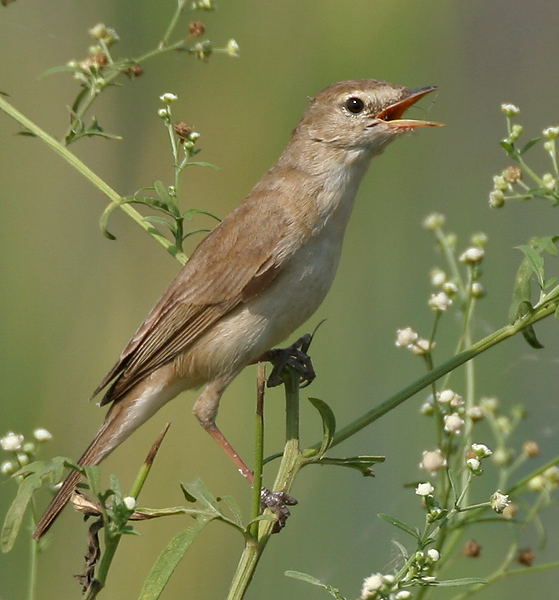
سک درختی هندی در پناهگاه حیات وحش کریشنا، آندرا پرادش، هند